# آزار

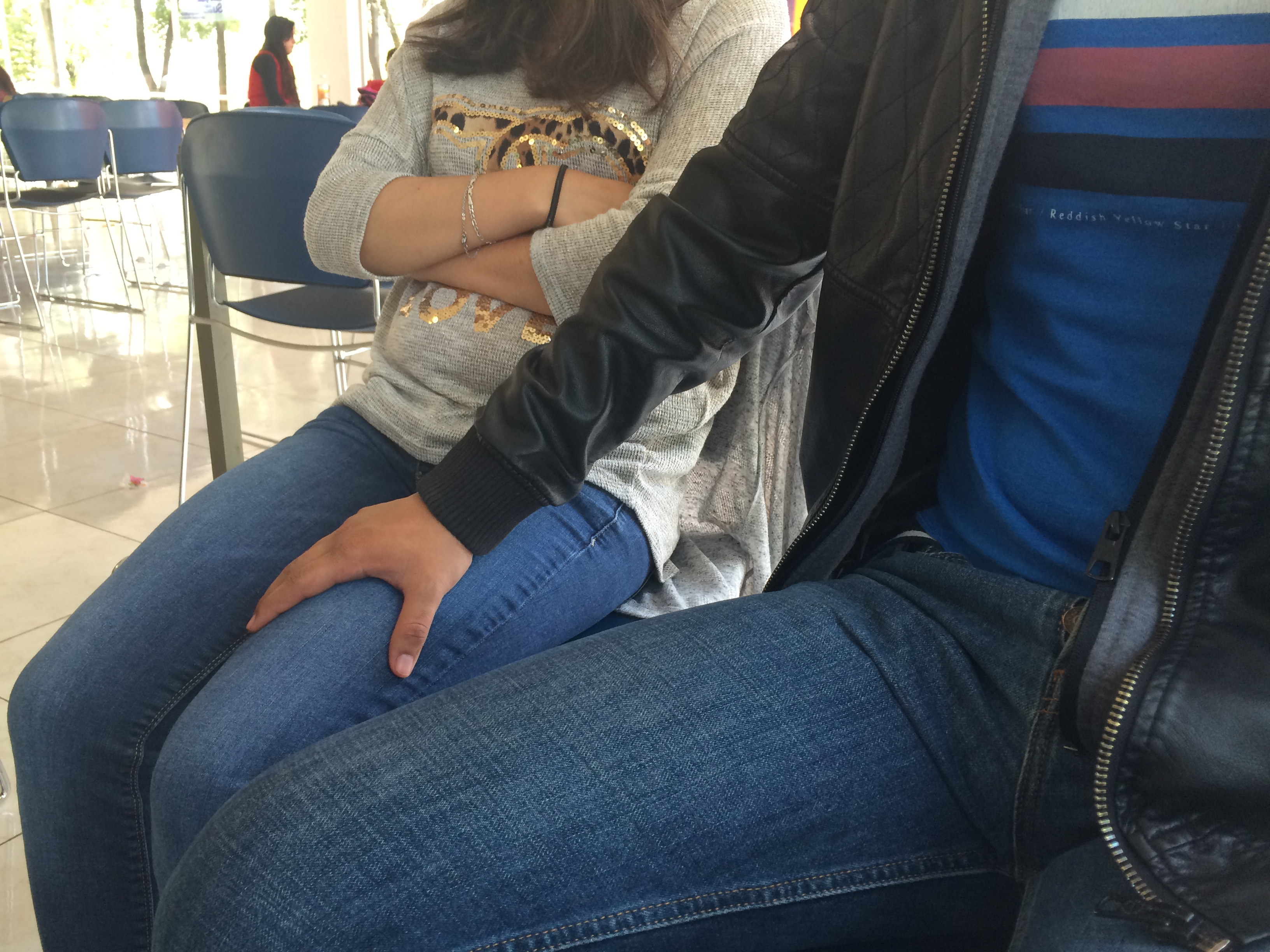
نگاره‌ای واضح از نمونه‌ای از آزار جنسی در مکان عمومی

آزار دربرگیرندهٔ طیفِ گسترده‌ای از رفتارهای آزار دهنده و توهین‌آمیز می‌گردد. از دیدگاهِ حقوقی، این رفتار با مزاحمت یا تهدید همراه است. آزارواذیتِ جنسی اشاره به محدودهٔ وسیعی از رفتارها از مزاحمت‌های خیابانی تا سوء استفاده جنسی و تجاوز جنسی را در بر می‌گیرد. آزار جنسی، کاری زشت با ماهیتِ جنسی که در آن فرد یا افرادی با تعرض به شخصیت یک فرد، از طریق، ارعاب، بهره‌گیری ناخواسته یا اجبار خواستار دریافت التفات جنسی یا تحقیر جنسیتی با توسل به آزار کلامی می‌شوند. که معمولاً پی‌آمدِ آن برای همیشه قربانیِ آزاردیده را آزار خواهد داد. در قوانین قضایی اکثریت مطلق کشورهای جهان، آزار جنسی، کاری «غیرقانونی» و «مجرمانه» شناخته می‌شود.